# Segunda División 2015-2016 (Spagna)
La stagione 2015-2016 della Segunda División (detta Liga Adelante per ragioni di sponsorizzazione) è l'85ª edizione del campionato di calcio spagnolo di seconda divisione. La stagione regolare è cominciata il 22 agosto 2015. Dopo questa, è prevista una fase di play-off per decidere la terza promozione in Liga, suddivisa in semifinali e finali, che vengono disputate in sfide di andata e ritorno. Al contrario, le quattro retrocessioni in Segunda División B sono tutte dirette e non prevedono spareggi.
L'anno precedente il torneo è stato vinto dal Betis.

## Stagione

### Novità
Nella stagione precedente hanno ottenuto la promozione nella Liga il Betis, lo Sporting Gijón e, ai play-off, il Las Palmas. Al loro posto dalla Primera División sono scese Córdoba dopo un solo anno di permanenza, l'Almería e l'Elche, quest'ultimo retrocesso per problemi finanziari al posto dell'Eibar effettivamente terzultimo.
Le retrocessioni in Segunda División B sono state quelle di Barcellona B, Sabadell, Recreativo Huelva e Racing Santander. A prendere il loro posto sono salite dalla terza divisione Bilbao Athletic, Huesca, Gimnàstic e Real Oviedo.

### Formula
Al torneo partecipano 22 squadre che si sfidano in un girone all'italiana secondo la struttura più consueta dei campionati calcistici moderni. Ogni partecipante deve sfidare tutti gli altri per due volte: la prima nel girone d'andata, l'altra nel girone di ritorno. L'ordine in cui vengono affrontate le altre squadre è stabilito dal calendario, il quale stabilisce tutte le partite d'andata che verranno ripetute nello stesso ordine al ritorno, con l'inversione però del terreno di gioco. Vengono assegnati tre punti per la vittoria, uno per il pareggio e zero per la sconfitta, indipendentemente dal fattore campo.
Successivamente vengono disputati i play-off, concessi alle squadre che si sono piazzate tra la terza e la sesta posizione al termine della stagione regolare. Quella meglio classificata affronta l'ultima che ha conquistato un posto utile per garantirsi l'accesso alle eliminatorie, mentre la quarta e la quinta si sfidano tra di loro. I vincenti di questi incontri, che vengono stabiliti su match di andata e ritorno, si affrontano nella cosiddetta finale play-off, che determinerà la terza squadra che potrà aver accesso, nella stagione successiva, in Primera División.
Retrocedono invece le ultime quattro squadre classificatesi al termine dell'ultima giornata di ritorno.

## Avvenimenti
L'Alavés vince la Segunda Division spagnola dopo una lunga sfida a distanza con la seconda in classifica con 75 punti e torna in Liga insieme al Leganés con 74 punti, che riesce a conquistare la promozione diretta dopo un finale al cardiopalma con il Gimnàstic che deve disputare i ply-off. In particolare il Real Zaragoza partito con buoni auspici non raggiunge i ply-off dopo una sonora sconfitta per 6-2 con il Llagostera all'ultima giornata. Gli altri 3 posti disponibile per i ply-off vengono conquistati anch'essi all'ultima giornata. Per quanto riguarda la zona calda della classifica il Tenerife si salva dalla retrocessione dopo un avvio complicato, mentre retrocedono in Segunda Division B spagnola l'Atlh. Bilbao B dopo un campionato disastroso terminato in fondo alla classifica, Albacete (penultimo), Llagostera e Ponferradina. Rischiano la retrocessione fino all'ultima giornata l'Almería e il Mallorca che riescono però a salvarsi.
I ply-off vedono qualificate Gimnàstic, Girona, Cordoba e Osasuna. Nelle semifinali l'Osasuna batte a sorpresa 3-1 in casa e 3-2 in trasferta il più quotato Gimnàstic, mentre il Girona batte come da pronostico il Cordoba. Nella finale vince l'Osasuna grazie alla vittoria per 2-1 all'andata e quella di 1-0 al ritorno. L'Osasuna viene dunque promossa in Liga, insieme all'Alavès e al Leganès.
Il capocannoniere è il romeno Florin Andone del Deportivo la Coruña che segnando 20 gol si aggiudica il trofeo Pichici.

## Squadre partecipanti
| Club              | Città                  | Stadio                              | Stagione precedente                        |
| ----------------- | ---------------------- | ----------------------------------- | ------------------------------------------ |
| Alavés            | Vitoria                | Mendizorrotza                       | 13º in Segunda División                    |
| Almería           | Almería                | Estadio de los Juegos Mediterráneos | 19º in Primera División                    |
| Albacete          | Albacete               | Carlos Belmonte                     | 14º in Segunda División                    |
| Alcorcón          | Alcorcón               | Santo Domingo                       | 11º in Segunda División                    |
| Athletic Bilbao B | Bilbao                 | Estadio San Mamés                   | Promosso ai play-off di Segunda División B |
| Córdoba           | Cordova                | Stadio Nuevo Arcángel               | 20º in Primera División                    |
| Elche             | Elche                  | Estadio Manuel Martínez Valero      | 13º in Primera División                    |
| Girona            | Girona                 | Montilivi                           | 3º in Segunda División                     |
| Gimnàstic         | Tarragona              | Nou Estadi                          | Promosso ai play-off di Segunda División B |
| Huesca            | Huesca                 | Estadio El Alcoraz                  | Promosso ai play-off di Segunda División B |
| Llagostera        | Llagostera             | Municipal de Llagostera             | 9º in Segunda División                     |
| Leganés           | Leganés                | Stadio Municipale Butarque          | 10º in Segunda División                    |
| Lugo              | Lugo                   | Anxo Carro                          | 15º in Segunda División                    |
| Maiorca           | Palma di Maiorca       | Iberostar Estadi                    | 16º in Segunda División                    |
| Mirandés          | Miranda de Ebro        | Municipal de Anduva                 | 8º in Segunda División                     |
| Numancia          | Soria                  | Los Pajaritos                       | 12º in Segunda División                    |
| Osasuna           | Pamplona               | Estadio Reyno de Navarra            | 18º in Segunda División                    |
| Ponferradina      | Ponferrada             | El Toralín                          | 7º in Segunda División                     |
| Real Oviedo       | Oviedo                 | Estadio Carlos Tartiere             | Promosso ai play-off di Segunda División B |
| Real Valladolid   | Valladolid             | Estadio Municipal José Zorrilla     | 5º in Segunda División                     |
| Saragozza         | Saragozza              | La Romareda                         | 6º in Segunda División                     |
| Tenerife          | Santa Cruz de Tenerife | Heliodoro Rodríguez López           | 17º in Segunda División                    |

## Classifica
|  | Pos. | Squadra           | Pt | G  | V  | P  | S  | GF | GS | DR  |
|  | ---- | ----------------- | -- | -- | -- | -- | -- | -- | -- | --- |
|  | 1.   | Alavés            | 75 | 42 | 21 | 12 | 9  | 49 | 35 | +14 |
|  | 2.   | Leganés           | 72 | 42 | 19 | 15 | 8  | 59 | 34 | +25 |
|  | 3.   | Gimnàstic         | 71 | 42 | 18 | 17 | 7  | 57 | 41 | +16 |
|  | 4.   | Girona            | 66 | 42 | 17 | 15 | 10 | 53 | 28 | +25 |
|  | 5.   | Córdoba           | 65 | 42 | 19 | 8  | 15 | 59 | 52 | +7  |
|  | 6.   | Osasuna           | 64 | 42 | 17 | 13 | 12 | 47 | 40 | +7  |
|  | 7.   | Alcorcón          | 64 | 42 | 18 | 10 | 14 | 48 | 44 | +4  |
|  | 8.   | Saragozza         | 64 | 42 | 17 | 13 | 12 | 50 | 44 | +6  |
|  | 9.   | Real Oviedo       | 60 | 42 | 16 | 11 | 15 | 52 | 50 | +2  |
|  | 10.  | Numancia          | 57 | 42 | 13 | 18 | 11 | 57 | 51 | +6  |
|  | 11.  | Elche             | 57 | 42 | 13 | 18 | 11 | 40 | 46 | -6  |
|  | 12.  | Tenerife          | 55 | 42 | 13 | 16 | 13 | 45 | 44 | +1  |
|  | 13.  | Huesca            | 55 | 42 | 14 | 13 | 15 | 48 | 49 | -1  |
|  | 14.  | Lugo              | 54 | 42 | 13 | 15 | 14 | 44 | 50 | -6  |
|  | 15.  | Mirandés          | 52 | 42 | 13 | 13 | 16 | 55 | 56 | -1  |
|  | 16.  | Real Valladolid   | 51 | 42 | 12 | 15 | 15 | 47 | 52 | -5  |
|  | 17.  | Maiorca           | 49 | 42 | 12 | 13 | 17 | 39 | 46 | -7  |
|  | 18.  | Almería           | 48 | 42 | 10 | 18 | 14 | 43 | 50 | -7  |
|  | 19.  | Ponferradina      | 47 | 42 | 12 | 11 | 19 | 39 | 54 | -15 |
|  | 20.  | Llagostera        | 44 | 42 | 12 | 8  | 22 | 44 | 54 | -10 |
|  | 21.  | Albacete          | 39 | 42 | 10 | 9  | 23 | 39 | 41 | -22 |
|  | 22.  | Athletic Bilbao B | 32 | 42 | 8  | 8  | 26 | 35 | 59 | -24 |

Legenda:

      Promosse in Primera División 2016-2017
 Qualificate ai play-off promozione
      Retrocesse in Segunda División B 2016-2017
Note:

Tre punti a vittoria, uno a pareggio, zero a sconfitta.
In caso di arrivo di due squadre a pari punti, la graduatoria verrà stilata in base all'ordine dei seguenti criteri:
- Differenza reti negli scontri diretti
- Differenza reti generale
- Reti realizzate in generale

In caso di arrivo di tre o più squadre a pari punti, la graduatoria verrà stilata in base all'ordine dei seguenti criteri:
- Punti negli scontri diretti (classifica avulsa)
- Differenza reti negli scontri diretti
- Differenza reti generale
- Reti realizzate in generale
- Classifica fair-play stilata a inizio stagione

Nel caso un criterio escluda solamente alcune delle squadre, senza quindi determinare l'ordine completo, tali squadre vengono escluse dal criterio successivo, rimanendo così senza possibilità di posizionarsi meglio.

### Verdetti
- Alavés,  Leganés e (dopo i play-off)  Osasuna promossi in Primera División 2016-2017.
- Gimnàstic,  Córdoba,  Girona e  Osasuna ai play-off.
- Athletic Bilbao B,  Albacete,  Llagostera e  Ponferradina retrocessi in Segunda División B 2016-2017.

## Risultati

### Tabellone
|                   | ALA  | ALB  | ALC  | ALM  | ABB  | COR  | ELC  | GIM  | GIR  | HUE  | LEG  | LLA  | LUG  | MAI  | MIR  | NUM  | OSA  | OVI  | PON | TEN  | VAL  | ZAR  |
| ----------------- | ---- | ---- | ---- | ---- | ---- | ---- | ---- | ---- | ---- | ---- | ---- | ---- | ---- | ---- | ---- | ---- | ---- | ---- | --- | ---- | ---- | ---- |
| Alavés            | –––– | 1-1  | 1-1  | 1-1  | 3-0  | 3-2  | 0-0  | 1-3  | 1-0  | 1-0  | 0-0  | 1-0  | 0-0  | 1-0  | 2-3  | 2-0  | 3-0  | 2-0  | 2-0 | 2-2  | 2-1  | 0-0  |
| Albacete          | 0-1  | –––– | 0-2  | 3-0  | 2-1  | 2-0  | 1-0  | 1-1  | 0-3  | 1-1  | 0-3  | 1-0  | 2-0  | 1-0  | 1-1  | 0-2  | 3-1  | 2-2  | 2-2 | 1-2  | 0-1  | 1-3  |
| Alcorcón          | 0-1  | 1-0  | –––– | 0-0  | 1-0  | 3-3  | 4-1  | 1-1  | 1-0  | 0-1  | 2-0  | 6-1  | 1-1  | 2-0  | 1-0  | 1-1  | 0-1  | 1-0  | 1-0 | 2-1  | 0-0  | 1-0  |
| Almería           | 0-2  | 1-0  | 1-1  | –––– | 3-2  | 0-1  | 2-3  | 1-2  | 1-0  | 1-2  | 3-2  | 2-1  | 0-2  | 1-1  | 2-1  | 1-1  | 2-1  | 3-1  | 1-1 | 2-2  | 1-1  | 2-1  |
| Athletic Bilbao B | 2-3  | 0-1  | 1-0  | 0-0  | –––– | 1-2  | 0-1  | 0-4  | 0-1  | 0-0  | 1-2  | 2-0  | 1-1  | 3-1  | 1-1  | 0-0  | 0-0  | 2-1  | 4-2 | 2-0  | 0-1  | 0-1  |
| Córdoba           | 1-2  | 2-3  | 1-3  | 1-1  | 1-0  | –––– | 3-1  | 2-0  | 1-0  | 1-1  | 2-3  | 2-0  | 1-2  | 3-1  | 1-2  | 3-2  | 0-1  | 2-1  | 1-0 | 0-0  | 1-0  | 0-2  |
| Elche             | 0-1  | 1-1  | 2-0  | 0-0  | 2-1  | 2-1  | –––– | 1-0  | 1-1  | 1-1  | 0-0  | 1-1  | 2-0  | 1-1  | 1-4  | 0-0  | 2-1  | 1-1  | 1-0 | 0-0  | 2-2  | 2-1  |
| Gimnàstic         | 1-1  | 2-2  | 0-2  | 2-2  | 2-1  | 4-4  | 1-0  | –––– | 1-0  | 2-0  | 0-0  | 2-0  | 1-2  | 1-0  | 3-2  | 1-0  | 1-0  | 0-0  | 1-1 | 2-1  | 1-1  | 3-1  |
| Girona            | 1-0  | 3-0  | 2-0  | 1-1  | 2-1  | 1-2  | 0-1  | 1-1  | –––– | 0-0  | 1-1  | 2-2  | 0-1  | 1-0  | 2-0  | 2-3  | 0-0  | 1-1  | 4-0 | 1-0  | 1-0  | 0-0  |
| Huesca            | 2-3  | 3-1  | 1-0  | 2-1  | 1-2  | 0-2  | 1-3  | 2-0  | 0-1  | –––– | 1-1  | 3-1  | 1-0  | 1-2  | 1-2  | 2-0  | 0-1  | 0-1  | 1-1 | 1-1  | 1-1  | 1-1  |
| Leganés           | 2-0  | 3-2  | 3-0  | 2-1  | 1-0  | 3-1  | 0-0  | 1-0  | 2-2  | 2-3  | –––– | 2-0  | 0-0  | 0-0  | 4-0  | 2-2  | 2-0  | 1-1  | 3-0 | 0-1  | 4-0  | 1-1  |
| Llagostera        | 3-0  | 2-0  | 4-0  | 0-0  | 2-1  | 1-0  | 4-1  | 1-1  | 0-1  | 2-0  | 0-1  | –––– | 0-0  | 3-0  | 0-0  | 2-1  | 0-2  | 2-0  | 0-1 | 0-2  | 3-1  | 6-2  |
| Lugo              | 1-0  | 2-1  | 1-2  | 1-0  | 2-0  | 1-2  | 1-1  | 0-3  | 1-1  | 1-1  | 1-2  | 1-0  | –––– | 2-1  | 1-4  | 2-3  | 2-0  | 2-2  | 3-1 | 1-0  | 1-1  | 0-0  |
| Mallorca          | 0-0  | 2-0  | 1-0  | 1-0  | 2-3  | 0-1  | 2-1  | 2-2  | 1-1  | 0-1  | 3-0  | 1-0  | 1-1  | –––– | 1-1  | 0-0  | 1-1  | 1-0  | 1-0 | 1-0  | 0-1  | 0-0  |
| Mirandés          | 0-0  | 1-1  | 3-0  | 1-1  | 3-0  | 0-3  | 1-2  | 0-1  | 1-0  | 1-0  | 0-1  | 0-0  | 1-1  | 2-2  | –––– | 0-2  | 4-0  | 1-2  | 1-0 | 1-2  | 4-1  | 1-1  |
| Numancia          | 0-1  | 2-0  | 1-1  | 2-0  | 3-2  | 1-1  | 0-0  | 1-1  | 1-1  | 3-2  | 1-2  | 1-1  | 1-0  | 2-0  | 2-2  | –––– | 1-3  | 1-0  | 1-0 | 6-3  | 2-2  | 2-2  |
| Osasuna           | 3-1  | 1-0  | 1-2  | 0-0  | 1-1  | 0-0  | 0-0  | 1-1  | 0-1  | 2-3  | 2-1  | 3-0  | 4-0  | 2-1  | 1-0  | 3-2  | –––– | 0-0  | 0-0 | 0-0  | 1-0  | 1-1  |
| Oviedo            | 1-1  | 3-1  | 3-2  | 1-0  | 0-0  | 1-0  | 3-0  | 2-0  | 1-2  | 0-1  | 0-1  | 2-1  | 2-2  | 1-1  | 4-1  | 1-0  | 0-5  | –––– | 3-0 | 1-0  | 2-4  | 1-0  |
| Ponferradina      | 0-1  | 2-1  | 1-3  | 1-0  | 1-3  | 2-0  | 2-2  | 0-1  | 2-1  | 1-0  | 1-0  | 2-1  | 0-2  | 2-2  | 1-0  | 3-0  | 4-2  | –––– | 0-1 | 3-0  | 1-1  |      |
| Tenerife          | 2-0  | 1-0  | 1-2  | 0-0  | 2-0  | 1-1  | 1-1  | 1-2  | 1-1  | 1-1  | 0-0  | 3-1  | 1-0  | 2-1  | 3-0  | 0-0  | 2-2  | 0-2  | 1-1 | –––– | 3-1  | 0-0  |
| Valladolid        | 1-2  | 1-0  | 2-0  | 1-1  | 1-0  | 2-0  | 1-1  | 0-0  | 0-0  | 0-1  | 1-1  | 3-0  | 1-1  | 1-3  | 2-1  | 2-2  | 0-1  | 2-3  | 0-0 | 4-1  | –––– | 1-2  |
| Zaragoza          | 1-0  | 1-0  | 3-1  | 3-2  | 2-0  | 0-1  | 2-0  | 0-1  | 0-3  | 3-3  | 1-0  | 1-0  | 3-1  | 2-1  | 1-2  | 2-2  | 0-1  | 1-0  | 2-0 | 2-0  | 0-2  | –––– |

## Play-off

### Tabellone
|  | Semifinali | Semifinali | Semifinali | Semifinali | Semifinali |  |  | Finale  | Finale  | Finale | Finale | Finale |  |
|  |            |            |            |            |            |  |  |         |         |        |        |        |  |
|  | 6          | Osasuna    | 3          | 3          | 6          |  |  |         |         |        |        |        |  |
|  | 3          | Gimnàstic  | 1          | 2          | 3          |  |  | Osasuna | Osasuna | 2      | 1      | 3      |  |
|  | 5          | Córdoba    | 2          | 1          | 3          |  |  | Girona  | Girona  | 1      | 0      | 1      |  |
|  | 4          | Girona     | 1          | 3          | 4          |  |  |         |         |        |        |        |  |

Note:
Incontri di andata e ritorno.
Il vincitore viene determinato in base all'ordine dei seguenti criteri:
- Miglior differenza reti a favore al termine dei tempi regolamentari
- Maggior numero di reti fuori casa al termine dei tempi regolamentari
- Miglior differenza reti a favore al termine dei tempi supplementari
- Maggior numero di reti fuori casa al termine dei tempi supplementari
- Maggior numero di reti segnati ai tiri di rigore

## Statistiche

### Squadre

#### Primati stagionali
Squadre
- Maggior numero di vittorie: Alavés (21)
- Minor numero di vittorie: Athtetic Bilbao B (8)
- Maggior numero di pareggi: Numancia, Elche e Almería (18)
- Minor numero di pareggi: Córdoba, Llagostera e Athletic Bilbao B (8)
- Maggior numero di sconfitte: Athletic Bilbao B (24)
- Minor numero di sconfitte: Leganés (8)